# Kanton Le Caylar
Le Caylar is een voormalig kanton van het Franse departement Hérault. Het kanton maakte deel uit van het arrondissement Lodève. Het werd opgeheven bij decreet van 26 februari 2014 met uitwerking op 22 maart 2015. Alle gemeenten werden toegevoegd aan het kanton Lodève.

## Gemeenten
Het kanton Le Caylar omvatte de volgende gemeenten:
- Le Caylar (hoofdplaats)
- Le Cros
- Pégairolles-de-l'Escalette
- Les Rives
- Saint-Félix-de-l'Héras
- Saint-Maurice-Navacelles
- Saint-Michel
- Sorbs